# Качковізна
Качковізна (пол. Kaczkowizna) — село в Польщі, у гміні Жихлін Кутновського повіту Лодзинського воєводства.
Населення — 87 осіб (2011).
У 1975-1998 роках село належало до Плоцького воєводства.

## Демографія
Демографічна структура станом на 31 березня 2011 року:
|          | Загалом | Допрацездатний вік | Працездатний вік | Постпрацездатний вік |
| -------- | ------- | ------------------ | ---------------- | -------------------- |
| Чоловіки | 42      | 5                  | 28               | 9                    |
| Жінки    | 45      | 7                  | 19               | 19                   |
| Разом    | 87      | 12                 | 47               | 28                   |